# Ferrocarril de Tharsis
El ferrocarril de Tharsis, también conocido como ferrocarril Tharsis-Río Odiel, fue una línea férrea española, de vía estrecha y carácter eminentemente minero-industrial, que estuvo en servicio entre los años 1871 y 2000. Llegó a ser uno de los principales ferrocarriles de la provincia de Huelva. 
La línea férrea fue construida durante la segunda mitad del siglo XIX, con el objetivo de dar salida hasta el mar a los minerales que extraía la británica Tharsis Sulphur and Cooper Company de sus yacimientos en la cuenca minera de Tharsis-La Zarza. El trazado fue inaugurado en 1871 y en su momento constituyó uno de los primeros ferrocarriles que estuvieron operativos en la provincia de Huelva. Sus vías tenían la particularidad de poseer un ancho de 1220 milímetros, caso único en el contexto español. Se mantuvo en servicio durante más de un siglo hasta su clausura en enero de 2000, período durante el cual su actividad se centró en el transporte de minerales y mercancías. Así mismo, durante varias décadas también llegó a contar con un servicio de pasajeros.
En la actualidad la mayor parte del ferrocarril ha sido desmantelado, si bien una pequeña sección del tramo Tharsis-San Bartolomé se encuentra abandonada y en desuso. Desde 2014 una parte de sus infraestructuras han sido inscritas en el Catálogo de Patrimonio Histórico Andaluz como Bien de Interés Cultural. Asimismo, parte del patrimonio ferroviario móvil ha sido preservado y se encuentra expuesto en distintas ubicaciones de la provincia.

## Historia

### Orígenes y construcción
Históricamente, la zona de Tharsis-La Zarza ha constituido una importante cuenca minera, aunque no sería hasta el siglo XIX cuando se empezó a explotar de forma más intensiva. En la década de 1850 el ingeniero francés Ernest Deligny solicitó al Estado varias concesiones mineras en la zona, dentro de un proyecto que incluía la construcción de una línea férrea que permitiera dar salida marítima a los minerales extraídos. Sin embargo, esta iniciativa acabaría naufragando por los problemas de financiación. La línea fue finalmente construida por la británica Tharsis Sulphur and Copper Company Limited, que poseía varias minas en la zona onubense de Tharsis y se había hecho con la concesión ferroviaria antes en mano de inversores franceses. Los ingenieros de la compañía «Tharsis» revisaron la propuesta original, introduciendo diversas modificaciones técnicas. En 1867 el Estado español aprobó un proyecto de construcción del trazado, iniciándose los trabajos al poco tiempo. La construcción de la línea finalizó el 9 de mayo de 1870, aunque no sería hasta el 6 de febrero de 1871 cuando el trazado se abrió al tráfico. El coste total de las obras fue de 193.382 pesetas de la época.

### Período de apogeo
La línea, que contaba con una longitud de 47 km, constituyó el segundo ferrocarril que se construía en la provincia de Huelva tras el de Buitrón a San Juan del Puerto —el cual había sido inaugurado en 1870—. El trazado partía desde las minas de Tharsis hasta el puerto de Corrales, a orillas del río Odiel y cerca de Huelva capital. La vía tenía un ancho de 1220 mm, lo que le confirió un carácter singular dentro del contexto ferroviario español al tratarse este de un ancho muy poco común. En el río Odiel se construyó un muelle-embarcadero de hierro, de vía única y 809 metros de longitud. A posteriori, se añadieron nuevos ramales a la línea principal: en 1881 se construyó una sección de 15 km que iba hasta la mina Lagunazo, y en 1888 se añadió otro ramal de 30 km que partía de la estación de Empalme y llegaba hasta la mina de La Zarza. En Tharsis, Corrales y La Zarza se llegaron a articular varios complejos ferroviarios, con numerosas vías e instalaciones auxiliares.

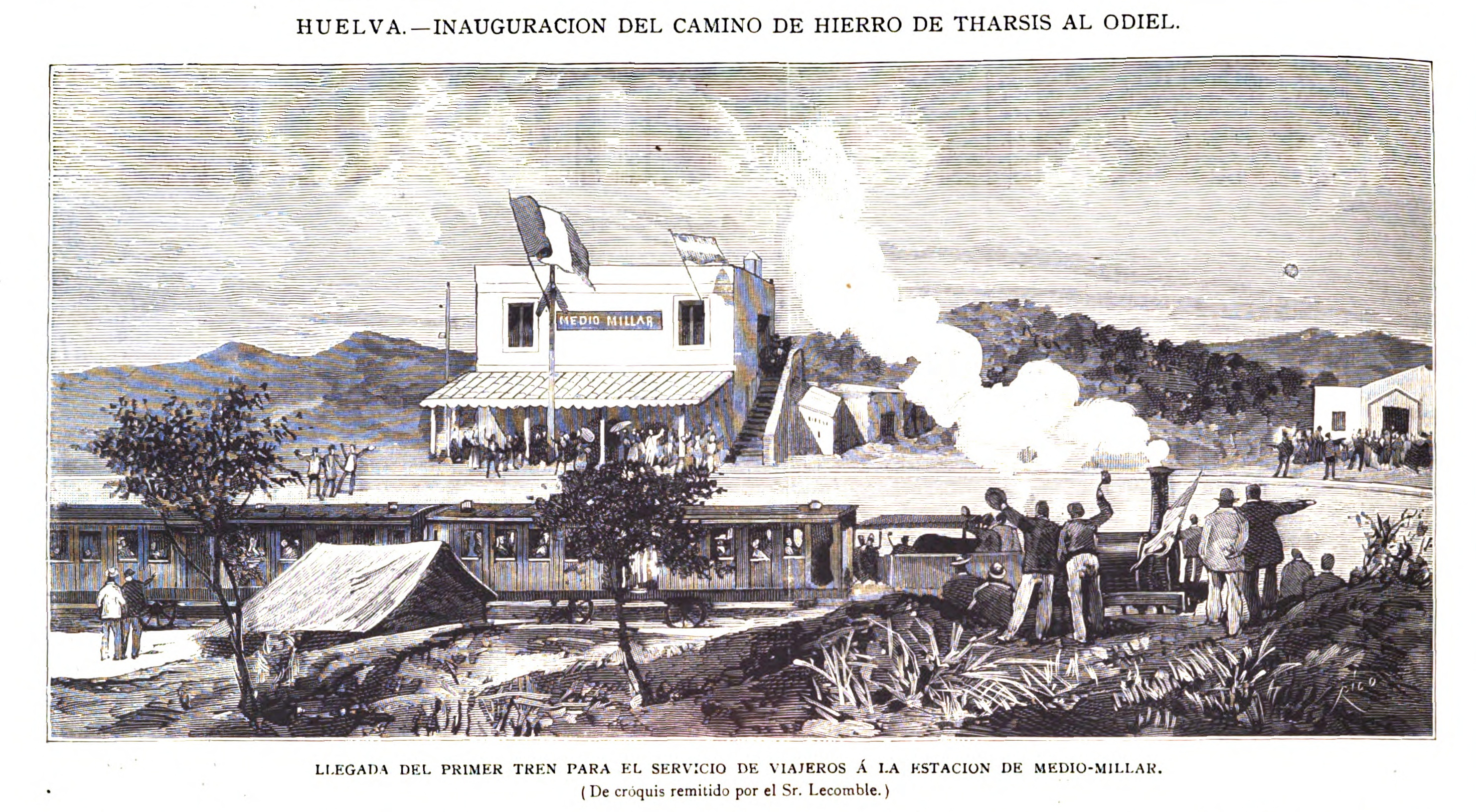
Llegada del primer tren de viajeros a la estacion de Medio Millar, 1881.

A lo largo de su existencia el ferrocarril de Tharsis llegó a contar con un importante parque motor y parque móvil, que incluía más de un centenar locomotoras de vapor y casi un millar de vagones de mineral. Si bien la función principal de la línea fue siempre el transporte de minerales, desde finales del siglo XIX se pusieron en marcha los servicios de pasajeros tras haberlo solicitado los habitantes de la zona a la compañía. La primera circulación de este tipo se realizó 19 de julio de 1881 con un tren especial que hizo el recorrido entre el muelle de Corrales y la estación de Medio Millar. Los servicios de viajeros siempre tuvieron una oferta reducida, por lo que las circulaciones se llegaron a limitar a un único día a la semana con dos trenes que cubrían el trayecto (uno ascendente y otro descendente). La compañía llegó a adquirir varios coches mixtos de 1.ª y 2.ª clase, así como de 3.ª clase. En 1884 se habilitaron estaciones de viajeros en Tharsis, Alosno y el Puntal de la Cruz.
La entrada en servicio del ramal a La Zarza incrementó el tráfico de mineral en la línea de forma considerable. En la última década del siglo xix el tráfico autorizado era de trece trenes en cada sentido. El tiempo que se invertía el trayecto de ida era de 2 horas y 23 minutos, mientras que la vuelta requería de 2 horas y 19 minutos. Para mediados del siglo xx las circulaciones ferroviarias vivían su apogeo, llegando a transportarse en esta época casi un millón de toneladas de mineral al año.

### De la modernización al declive
El tráfico de viajeros a través del ferrocarril minero se mantuvo hasta su supresión en 1967. El uso de la tracción vapor fue decayendo, hasta su completa supresión hacia 1969. En la década de 1970 el ferrocarril pasa a manos de la Compañía Española de Minas de Tharsis, que continuará con su explotación.
La empresa RENFE construiría, en 1981, un enlace de su línea Gibraleón-Ayamonte (de ancho ibérico) con el ferrocarril de Tharsis. Este enlace partía del apeadero de La Mezquita y llegaba hasta la estación de Corrales. Para ello, RENFE añadió un tercer carril a la vía original de 1220 mm, que permitía a los trenes de ancho ibérico llegar hasta el complejo ferroviario de Corrales. Aunque la línea Gibraleón-Ayamonte fue clausurada al tráfico en 1987, el trazado Gibraleón-Mezquita-Corrales se mantuvo en servicio durante algunos años más para los convoyes de mineral.
En mayo de 1991 el ramal ferroviario Empalme-La Zarza fue cerrado al tráfico debido a la crisis que vivían las minas, siendo clausurado en 1992. Cuatro años después, a finales de 1996, sería desmantelado para permitir la construcción de una carretera en la zona. Por su parte, el trazado entre la estación de Corrales y el muelle-embarcadero del Odiel se mantuvo en servicio hasta el cierre de este último en 1993, debido a la falta de calado que tenía el río Odiel. El resto del trazado se mantuvo abierto al servicio, pasando su administración a manos de Nueva Tharsis SAL en 1995. En aquella época el tráfico de la línea vivía un fuerte declive respecto a la actividad que había llegado a tener en el pasado. La situación del ferrocarril quedó sentenciada cuando en 1999 la empresa FESA-Fertiberia anunció que no renovaría el contrato de adquisición de mineral a Tharsis. El último tren circuló el 22 de diciembre de 1999, clausurándose la línea oficialmente el 1 de enero de 2000.

### Época reciente
Con la clausura del ferrocarril la mayor parte de las instalaciones quedaron abandonadas y sin servicio. Una parte importante del histórico trazado se mantiene intacto, así como las estaciones de Tharsis, Empalme, Corrales, etc. En 2008 el alcalde pedáneo de Tharsis adquirió las instalaciones ferroviarias como primer paso para su puesta en valor. Se han hecho diversas propuestas encaminadas a recuperar el ferrocarril para un uso turístico-recreativo, de forma similar al ferrocarril turístico minero de Riotinto, si bien hasta la fecha ello no se ha materializado.

## Trazado y características
La línea principal tenía una longitud de unos 47 kilómetros y discurría en su mayor parte por un terreno eminentemente llano, si bien fue necesario levantar varios puentes metálicos en celosía sobre los barrancos de Meca, Medio Millar, Multa, San Bartolomé y Álamo. Mayores complejidades ofrecía el ramal entre Empalme y La Zarza, de 30 kilómetros de longitud, cuyo trazado debió hacer frente a una difícil orografía. Ello llevó a la realización de obras de fábrica, que incluían la construcción de varios puentes y viaductos. El ancho de vía empleado era de 1220 milímetros, de origen escocés y distinto a los anchos utilizados por la mayoría de los trazados británicos y europeos. Este hecho haría de la red férrea de Tharsis un caso excepcional dentro del contexto ferroviario español.
Las estaciones más importantes del trazado eran Corrales y Tharsis —esta última acogía las oficinas, talleres y el depósito de locomotoras—. Originalmente solo se levantaron una serie de paradas intermedias (Medio Millar, San Bartolomé y Fuente Salada), destinadas más a funciones de apartadero. En 1884 la estación de Medio Millar fue suprimida y sustituida por una nueva, la de Alosno, que se encontraba situada a menor distancia de la localidad homónima. Algunos años después se levantó la denominada estación de Empalme, que se articularía como un complejo ferroviario de cierta importancia en el que se bifurcaban la línea principal y el ramal de La Zarza. Esta sería de hecho la única instalación de todo el ferrocarril que contaba con una placa giratoria. También se construirían edificios de viajeros en las estaciones intermedias, de cara a los servicios que llegó a prestar la línea férrea durante varias décadas.

## Parque móvil y motor
A lo largo de su existencia el parque motor del ferrocarril de Tharsis llegó a contar con varias decenas de locomotoras de vapor encargadas de la tracción de los convoyes de mercancías. Más adelante la compañía propietaria adquirió tractores y locomotoras diésel. Por su parte, el parque móvil era mucho más numeroso. Para el transporte de minerales y mercancías se contaba con cerca de 1.000 vagones, mientras que para los servicios de viajeros se llegó a disponer de dos coches de primera clase, cinco de tercera clase, cinco mixtos y siete furgones de mercancías. En la actualidad solo una parte de todo este parque móvil se encuentra preservado, con varios ejemplares conservados en el Museo minero de Tharsis. En las localidades de Tharsis y Corrales se encuentran expuestas varias locomotoras.